# Arrondissement Château-Chinon (Ville)
Arrondissement Château-Chinon (Ville) (fr. Arrondissement de Château-Chinon (Ville)) je správní územní jednotka ležící v departementu Nièvre a regionu Burgundsko ve Francii. Člení se dále na šest kantonů a 12 obcí.

## Kantony
- Château-Chinon (Ville)
- Châtillon-en-Bazois
- Fours
- Luzy
- Montsauche-les-Settons
- Moulins-Engilbert